# Фиток
Фиток (на гръцки: Ανθή, Анти, до 1956 Φιτόκιον, Фитокион) е село в Република Гърция, Егейска Македония, дем Висалтия, област Централна Македония. Селото има 625 жители според преброяването от 2001 година.

## География
Фиток е разположено на около 5 километра северно от демовия център град Нигрита в Сярското поле, в северното подножие на Богданската планина (Вертискос).

## История

### В Османската империя
Според „Етнография на вилаетите Адрианопол, Монастир и Салоника“, издадена в Константинопол в 1878 година и отразяваща статистиката на населението от 1873 година, Фитоко (Fitoko) има 15 домакинства с 48 жители цигани и черкези.
В 1889 година Стефан Веркович (Топографическо-этнографическій очеркъ Македоніи) пише за Фиток:
| „ | Село Фиток е християнско, една църква; жителите са цигани, отстои на един час разстояние от Нигрита. | “ |

В 1891 година Георги Стрезов пише за селото:
| „ | Феток, село на СИ от Нигрита, до Струма, която прави пакости във време на порои и дъждове. Феток е чифлик на мнозина, на разстояние 4 1/2 часа от Сяр. 30 къщи българе; 20 цигане. | “ |

Според Васил Кънчов („Македония. Етнография и статистика“) в началото на XX век Фиток има 200 жители, от които 80 жители турци и 120 цигани. По данни на секретаря на Българската екзархия Димитър Мишев („La Macédoine et sa Population Chrétienne“) в 1905 година християнското население на Фиток-Черкез (Fitok-Tcherkez) се състои от 120 цигани.

### В Гърция
След Междусъюзническата война в 1913 година селото попада в Гърция. В него са заселени гърци бежанци. Според преброяването от 1928 година Фитоки (Φυτώκη) е изцяло бежанско село с 5 бежански семейства и 25 души. В 1956 година селото е прекръстено на Анти.
В 1955 година е изградена църквата „Свети Георги“.